# ハワース (イングランド)
ハワース (Haworth [ˈhaʊəθ]) は、イングランドのウェスト・ヨークシャーにある田舎の村。
『嵐が丘』、『ジェーン・エア』、『ワイルドフェル・ホールの住人』などイギリスのヴィクトリア朝文学史に多大な影響を与えたブロンテ姉妹が住んでいた村である。 小説の舞台であるムーアの荒野が広がる。
ハワースを囲むムーアにはウォーキングができる歩道が網の目のように張り巡らされている。19世紀の教会とブロンテ一家が住んでた牧師館の裏に『嵐が丘』の小説にでてくる「トップ・ウィゼンズ」農家へとつづく小道がある。ハワースの西側を通るペナイン・ウェイ (Pennine Way) はイギリスで最初の長距離遊歩道でもある。ペナイン・ウェイはペナイン山脈の南北両端を結んで伸び、全長429km (268 マイル) である。

## 観光地など
- ブロンテ牧師館博物館 (Brontë Parsonage Museum) - ブロンテ一家が1820年から1861年まで住んでいた建物。博物館、かつての牧師館が建てられたのは1778年のことである。現在、内部はブロンテ一家が生活していた当時の様子を再現している。
- ハワース・パリッシュ・チャーチ (St Michael and All Angels' Church) - ブロンテ姉妹の父パトリック・ブロンテが勤めていた教会。スカーボロに埋葬されたアンを除いて、ブロンテ一家はここに埋葬され、家族の碑と記念チャペルもある。
- ブラック・ブル・ホテル - ブロンテ家族の時代からつづいているパブである。ブロンテ姉妹の兄弟ブランウェルが通った酒場として有名。
- キーリー・アンド・ワースヴァレー鉄道 (Keighley and Worth Valley Railway)  - 保存鉄道 この路線は、キーリーとオクスンホーパの間で蒸気機関車を走らせている。[3]

## ギャラリー

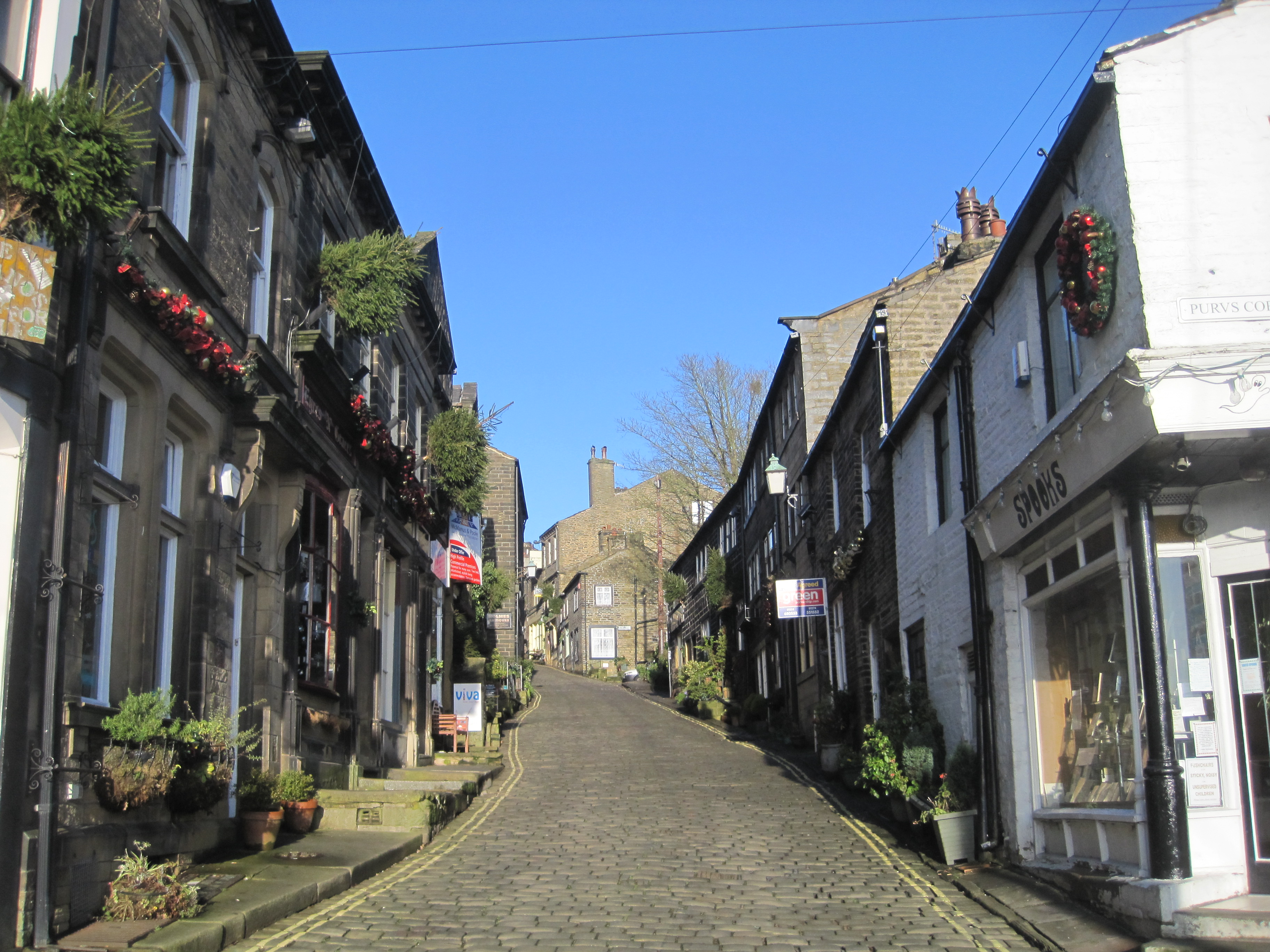
ハワースの石畳メイン・ストリート
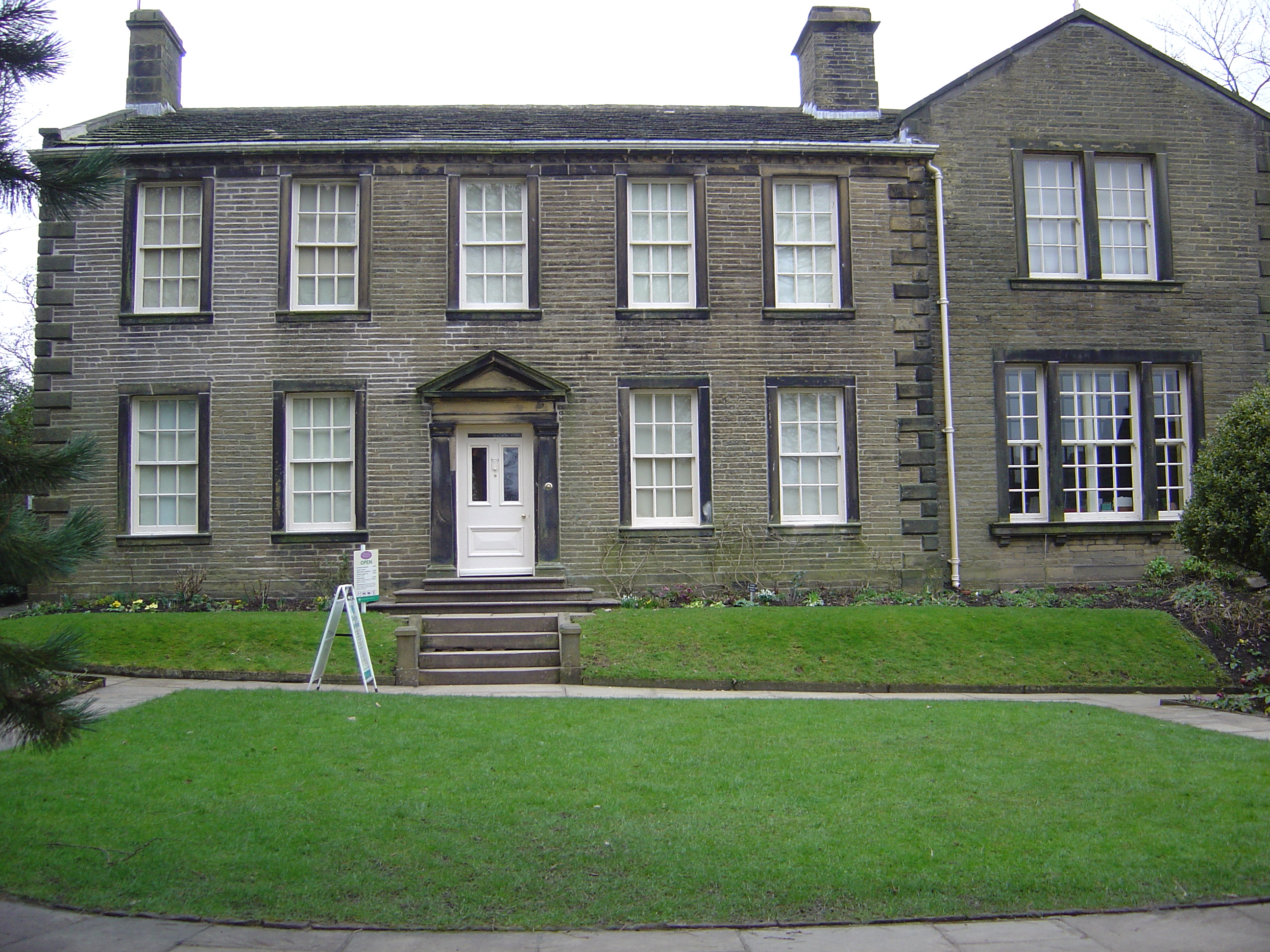
ブロンテ・パーソネージ博物館
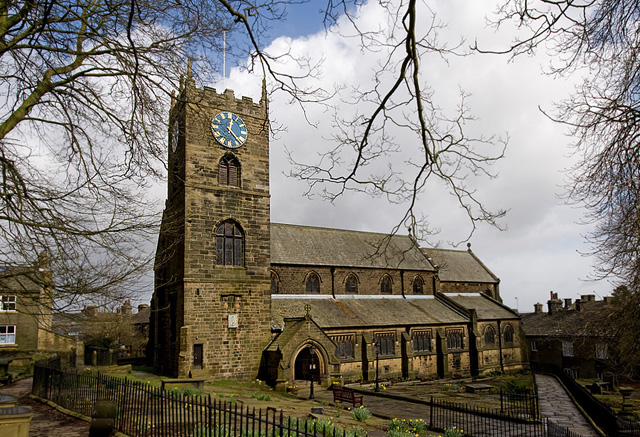
ハワース・パリッシュ・チャーチ
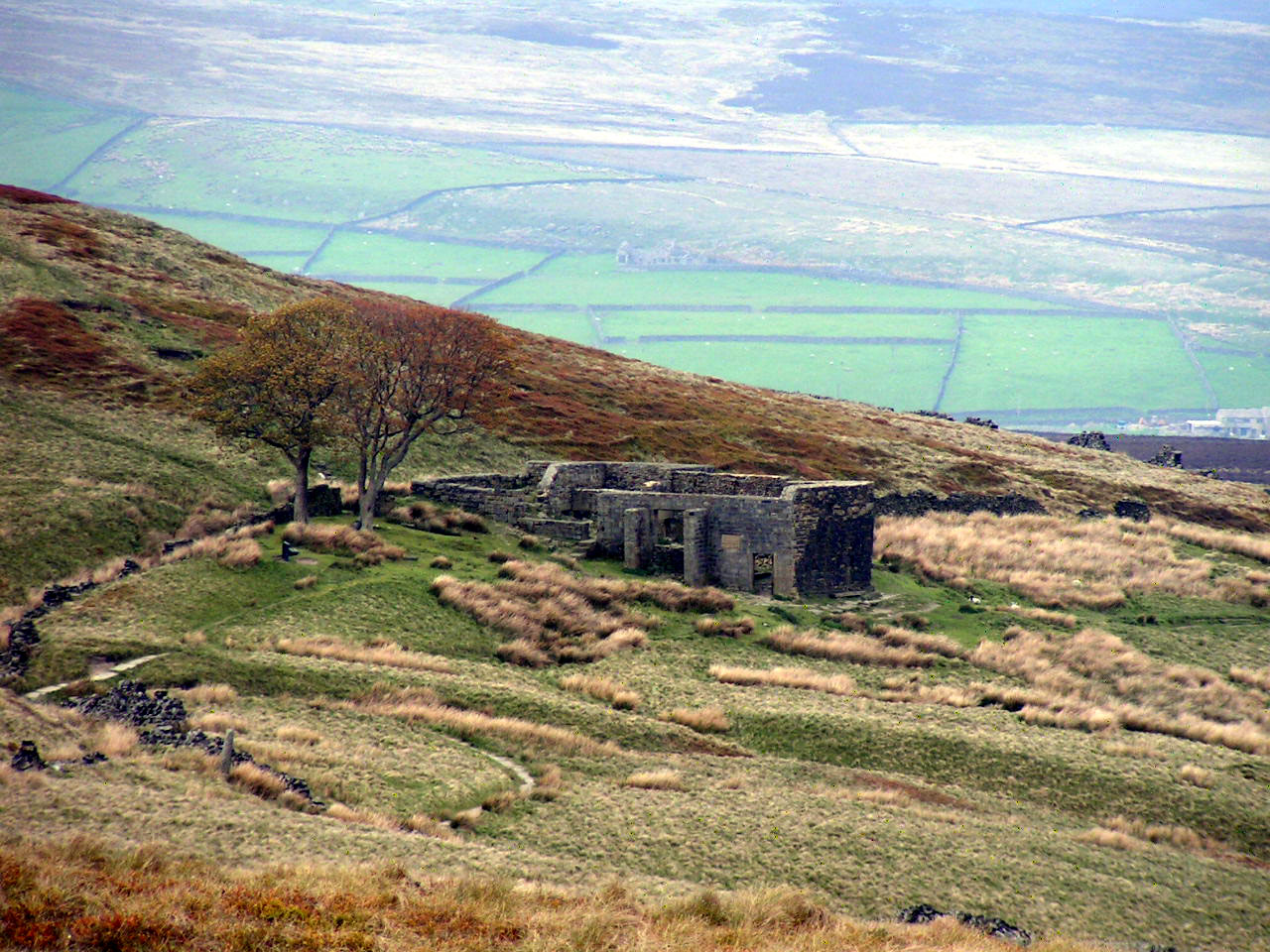
「トップ・ウィゼンズ」農家
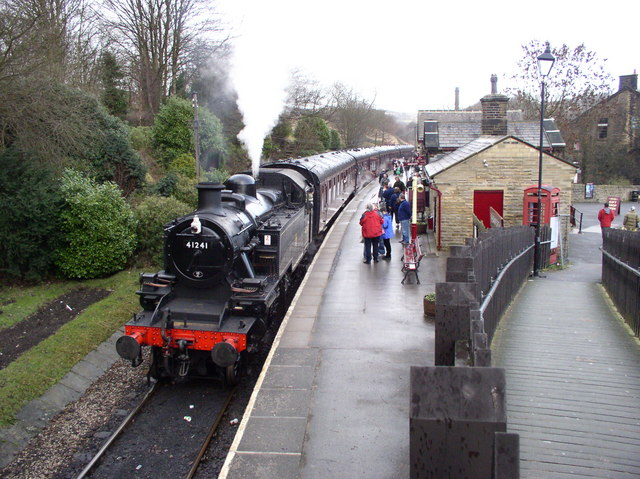
ハワース駅